# Nguyễn Xuân Phúc
Nguyễn Xuân Phúc (ur. 20 lipca 1954) – wietnamski polityk, członek Komunistycznej Partii Wietnamu od 1982. Członek Biura Politycznego od 2011. Wicepremier w latach 2011–2016. Premier Wietnamu od 7 kwietnia 2016 do 5 kwietnia 2021, Prezydent Wietnamu od 5 kwietnia 2021 do 18 stycznia 2023, kiedy to złożył rezygnację po skandalu korupcyjnym związanym z pandemią COVID-19.

## Ordery i odznaczenia
- Order José Martí (Kuba, 2021)[4]